# Schansspringen op de Olympische Winterspelen 1936

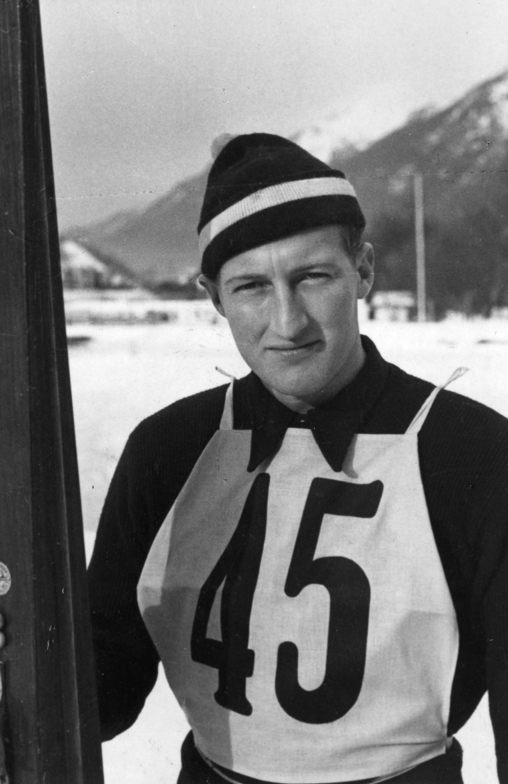
Reidar Andersen in Garmisch-Partenkirchen

Schansspringen is een van de sporten die beoefend werden tijdens de Olympische Winterspelen 1936 in Garmisch-Partenkirchen.

## Heren
| rang   | sporter(s)         | land | sprong 1 (m) | sprong 2 (m) | totaal (ptn) |
| ------ | ------------------ | ---- | ------------ | ------------ | ------------ |
| Goud   | Birger Ruud        | NOR  | 75.0         | 74.5         | 232.0        |
| Zilver | Sven Eriksson      | SWE  | 76.0         | 76.0         | 230.5        |
| Brons  | Reidar Andersen    | NOR  | 74.0         | 75.0         | 228.9        |
| 4      | Kåre Wahlberg      | NOR  | 73.5         | 72.0         | 227.0        |
| 5      | Stanisław Marusarz | POL  | 73.0         | 75.5         | 221.6        |
| 6      | Lauri Valonen      | FIN  | 73.5         | 67.0         | 219.4        |
| 7      | Masaji Iguro       | JPN  | 74.5         | 72.5         | 218.2        |
| 8      | Arnold Kongsgaard  | NOR  | 74.5         | 66.0         | 217.7        |